# 高木村 (熊本県)
高木村（たかきむら）は、熊本県の中部、上益城郡にあった村である。

## 歴史
- 1889年4月1日 - 町村制施行により一村単独村政。
- 1955年1月1日 - 上益城郡御船町、滝水村、七滝村、木倉村、豊秋村、小坂村、陣村と合併し御船町となる。